# مغماتيت

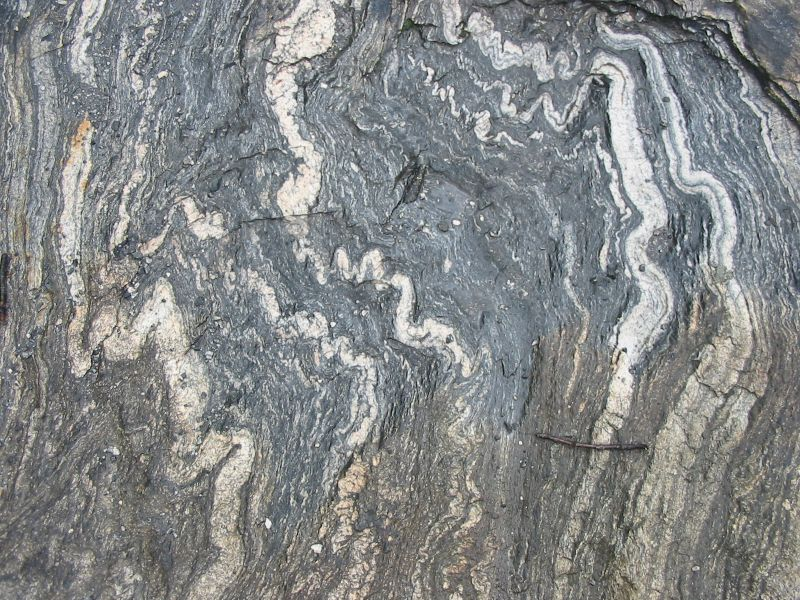
مغماتيت مطوي بشكل معقد من بالقرب منجيرانجرفورد، النرويج

المغماتيت هو صخر مركب يوجد في البيئات المتحولة المتوسطة والعالية. يتكون من عنصرين أو أكثر من المكونات التي غالبًا ما تُوضع على هيئة طبقات بشكل متكرر؛ كانت إحدى الطبقات في السابق باليوسوم، وهي صخور متحولة أعيد تشكيلها لاحقًا عن طريق الانصهار الجزئي ؛ الطبقة البديلة لها مظهر بيغماتيتي أو أبليتي، غرانيتي أو بشكل عام مظهر بلوتوني. بشكل عام ، تنشأ المغماتيت تحت الصخور المتحولة المشوهة التي تمثل قاعدة سلاسل الجبال المتآكلة، عادةً داخل الكتل الكراتونية ما قبل الكمبري،

تتشكل المغماتيت تحت ظروف الحرارة والضغط الشديدين أثناء التحول التقدمي، عندما يحدث الانصهار الجزئي في الحبيبات المتحولة. تسمى المكونات الخارجة عن طريق الانصهار الجزئي نيوسوم (يعني "الجسم الجديد") ، والتي قد تكون أو لا تكون غير متجانسة على النطاق المجهري إلى العياني. غالبًا ما تظهر المغماتيت على شكل أوردة مطوية بإحكام وغير متماسكة ( طيات غير نمطية). تُشكل هذه الأشكال فصلًا من مكونات من الجرانيت ذات اللون الفاتح المنفصلة داخل الميلانوسوم ، وهي بيئة غنية بالأمفيبول والبيوتايت ذات اللون الداكن. إذا كان موجودًا ، فإن الميزوسوم وسط اللون بين اللوكوزوم والميلانوسوم ، يشكل بقايا غير معدلة إلى حد ما من الصخر المتحرك الأصلي. غالبًا ما تعطي المكونات ذات الألوان الفاتحة مظهرًا وكأنها مصهورة ومحتشدة.

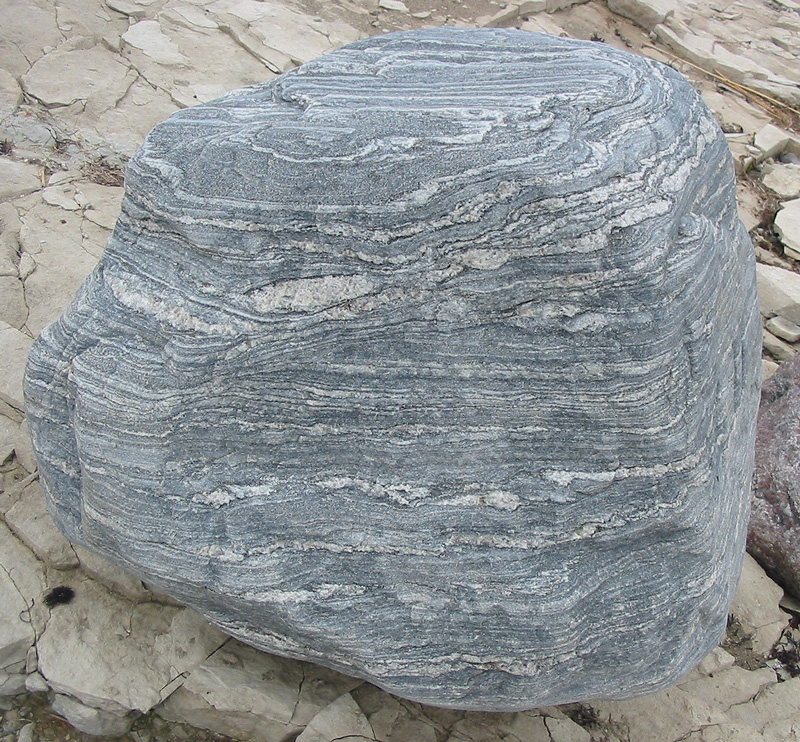
مغماتيت على ساحل ساريما، إستونيا

## التحجر - تسلسل التحول

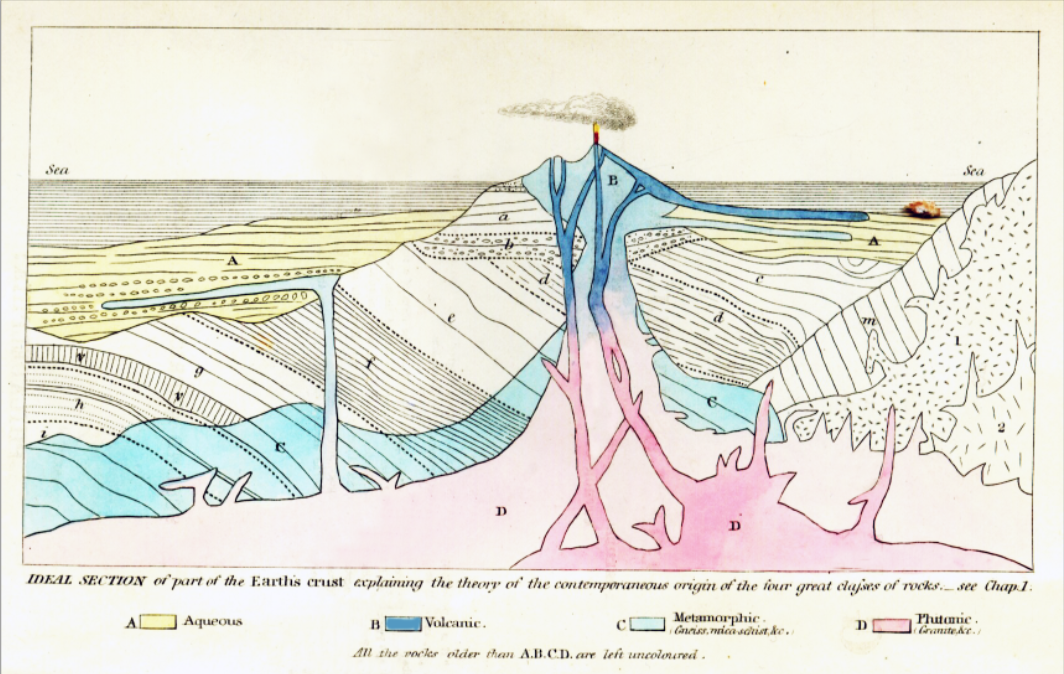
مقطع جيولوجي مبكر لقشرة الأرض.

## علم أصول الكلمات
استخدم عالم البترول الفنلندي جاكوب سيدرهولم هذا المصطلح لأول مرة في عام 1907 للإشارة إلى الصخور الموجودة داخل الكراتون الاسكندنافي في جنوب فنلندا. المصطلح مشتق من الكلمة اليونانية μιγμα : migma ، أي خليط.